# Bruno di Segni
San Bruno di Segni o san Brunone d'Asti o san Brunone Solaro (Asti, 1045 circa – Segni, 18 luglio 1123) è stato un cardinale, vescovo cattolico e teologo italiano, abate di Montecassino e vescovo di Segni, è venerato come santo della Chiesa cattolica. Venne indicato come maestro di carità, difensore dell'evangelica morale, oracolo dei vescovi e conduttore dei Pontefici.

## Biografia
Brunone, secondo le fonti più affidabili, nacque ad Asti nella nobile casata dei Solaro. Secondo una tradizione, Brunone sarebbe nato in un umile famiglia a Solero, uno degli otto luoghi fondatori di Alessandria, distante poco più di 20 chilometri da Asti.
Dopo aver conseguito i gradi accademici presso un monastero di Bologna, Brunone divenne dapprima divenne canonico a Siena e successivamente nella sua città natale di Asti.
Trasferitosi a Roma, ospite del cardinale Pietro Igneo, per le sue eccelse doti di oratore e di studioso di teologia, venne prescelto da papa Gregorio VII per confutare le tesi dei teologi capeggiati da Berengario di Tours riguardo all'eucaristia durante il Concilio Lateranense nel 1079.
Egli portò così bene a termine il suo incarico che il papa lo nominò nel medesimo anno vescovo di Segni.
Brunone a Segni si trovò in una difficile situazione: dovette contrastare le pretese del conte di Segni, Adolfo, sulla diocesi nella lotta tra l'imperatore Enrico IV ed il papa Gregorio VII.
La leggenda narra che il conte imprigionò Brunone che non voleva piegarsi al volere dell'imperatore, ma il vescovo, mentre era in prigionia, mutò per ben tre volte l'acqua in vino, provocando la costernazione del conte che in segno di perdono lo liberò. Il conte dopo pochi mesi cadde in disgrazia  ed il vescovo provvide al sostentamento dei suoi figli.
Dopo la prigionia Brunone, stanco e provato, rinunciò alla cattedra di Segni per ritirarsi presso l'Abbazia di Montecassino nel 1099,  ma nel 1104, papa Pasquale II lo inviava quale legato pontificio in Francia dove diresse il Concilio di Poitiers.
Tornato a Montecassino, nel 1107 ne fu eletto abate.
Papa Pasquale non obiettò al suo pluralismo fino a che nel conflitto del 1111 Bruno tenne le parti dell'antipapa Maginulfo (Silvestro IV).
Per questo Bruno dovette rassegnare le dimissioni da abate di Montecassino e tornare a Segni.

## La canonizzazione
Subito dopo la morte del vescovo i cittadini di Segni cominciarono a venerarlo e solamente dopo 58 anni, papa Lucio III nel primo anno del suo pontificato ne dichiarava la santità ed ordinava che fosse inscritto nel catalogo dei santi.
I suoi scritti sono principalmente esegetici. Il suo Libellus de symoniacis, scritto prima del 1109, è importante per la sua discussione del significato di simonia e specialmente per il suo atteggiamento sui sacramenti somministrati da un prete simoniaco.

## Genealogia episcopale
La genealogia episcopale è:
- Papa Gregorio VII
- Cardinale Bruno di Segni, O.S.B.Cas.